# Roye-sur-Matz
Roye-sur-Matz település Franciaországban, Oise megyében. Lakosainak száma 451 fő (2022. január 1.). Roye-sur-Matz Biermont, Canny-sur-Matz, Conchy-les-Pots, Gury, Laberlière, Ricquebourg és Beuvraignes községekkel határos.

## Népesség
A település népessége az elmúlt években az alábbi módon változott:
| Lakosok száma | 463  | 461  | 471  | 466  | 463  | 461  | 458  | 455  | 451  |
|               | 2013 | 2015 | 2016 | 2017 | 2018 | 2019 | 2020 | 2021 | 2022 |